# Melchior Wathelet senior
Melchior Wathelet oder Melchior Wathelet senior (* 6. März 1949 in Petit-Rechain) ist ein belgischer Politiker des Centre Démocrate Humaniste.

## Leben
Er hat Abschlüsse in Rechts- und Wirtschaftswissenschaften (Universität Lüttich) und einen Master of Laws (Harvard University).
Er war 1992 als belgischer Justizminister für die vorzeitige Entlassung aus der Strafhaft des damals wegen Entführung und Vergewaltigung von fünf Mädchen verurteilten Marc Dutroux verantwortlich.
Vom 19. September 1995 bis zum 6. Oktober 2003 war er Richter am Europäischen Gerichtshof.
2012 wurde er Generalanwalt am Europäischen Gerichtshof, was er bis zum 6. Oktober 2018 blieb.

## Übersicht der politischen Ämter
- 1977–1995: Mitglied der Abgeordnetenkammer (teilweise verhindert)
- 1980–1995: Mitglied des Rates der Wallonischen Region
- 1980–1981: Staatssekretär für die Wallonische Region in der Regierung Martens IV
- 1981: Staatssekretär für die wallonische regionale Wirtschaft und für den Wohnungsbau in der Regierung M. Eyskens
- 1982–1985: Minister der Wallonischen Region für neue Technologien, kleine und mittlere Unternehmen, Raumordnung und Wälder
- 1985–1988: Ministerpräsident der Wallonischen Region
- 1988–1991: Vizepremierminister, Minister für Justiz und den Mittelstand in den Regierungen Martens VIII und Martens IX
- 1992–1995: Vizepremierminister, Minister für Justiz und Wirtschaftsangelegenheiten in der Regierung Dehaene I
- 1995: Vizepremierminister, Minister für Landesverteidigung in der Regierung Dehaene II
- 1995: Bürgermeister von Verviers (teilweise verhindert)